# Мехмед Джеляль-бей
Мехмед Джеляль-бей (осман. محمد جلال بك‎; род. 1863, Кызылтопрак, Кадыкёй, вилайет Константинополь — 1926, Константинополь) — видный чиновник Османской империи, неоднократно занимавший посты губернатора ряда вилайетов и министра. Автор одного из ранних опубликованных в Османской империи письменных свидетельств геноцида армян.

## Биография
Родился в 1863 г. в квартале Кызылтопрак в г. Константинополь.
С марта 1910 г. по июль 1911 г. — губернатор вилайета Эрзурум, с июня по октябрь 1911 г. — вилайета Эдирне, с июня 1911 г. по август 1912 г. — вилайета Айдын, с июля 1913 г. по июль 1915 г. — вилайета Алеппо, с июня по сентябрь 1915 г. — вилайета Конья и с ноября 1919 г. по август 1920 г. — вилайета Адана.
Кроме того, с октября по декабрь 1911 г. занимал должность министра внутренних дел, а с января по июль 1913 г. — министра торговли Османской империи.
Во время армянского геноцида занимал должности губернатора вилайетов Алеппо и Конья. Пытался предотвратить массовые жертвы среди армянского населения в ходе проводимого с подачи центральных властей геноцида, следующим образом характеризуя свои усилия:
Вместо воды в реке текла кровь, и тысячи невинных детей, безвредных стариков, беспомощных женщин, сильных юношей утекали вместе с этой рекой в небытие. Я спас то, что смог удержать в своих руках и ногтях. Все прочие, как я полагаю, утекли в никуда, без надежды на возвращение.
Mehmed Celal Bey
С 10 по 13 декабря 1918 г. опубликовал на заглавной полосе газеты «Вакит» статью в 3 частях, где заявлял, что во время так называемой «депортации армян» приложил все усилия по предотвращению «злоупотреблений» в отношении армян, и вынужден был в результате этого уйти со службы.
В период оккупации Константинополя, а именно с июня 1921 г. по март 1922 г. занимал должность мэра столицы, где позднее и умер в 1926 г. Его могила находилась на месте нынешней площади Таксим и была снесена в ходе реконструкции города в 1940 г.